# Łękinia (województwo pomorskie)
Łękinia (kaszub. Łãcziniô, niem. Lanken) – wieś w Polsce położona w województwie pomorskim, w powiecie człuchowskim, w gminie Koczała na trasie nieistniejącej już linii kolejowej (Miastko-Koczała-Przechlewo-Człuchów).
W latach 1975–1998 miejscowość administracyjnie należała do województwa słupskiego.